# The Last Command (album)
Pour les articles homonymes, voir The Last Command.
Albums de WASP
WASP
(1984) Inside the Electric Circus
(1986)
Singles
1. Blind in Texas
Sortie : 1985
2. Wild Child
Sortie : 1986

The Last Command est le deuxième album du groupe WASP, sorti en octobre 1985 sur le label Capitol Records.

## Liste des titres
| No  | Titre                       | Auteur                           | Durée |
| --- | --------------------------- | -------------------------------- | ----- |
| 1.  | Wild Child                  | Blackie Lawless, Chris Holmes    | 5:12  |
| 2.  | Ballcrusher                 | Blackie Lawless, Chris Holmes    | 3:27  |
| 3.  | Fistful of Diamonds         | Blackie Lawless                  | 4:13  |
| 4.  | Jack Action                 | Blackie Lawless, Steve Riley     | 4:16  |
| 5.  | Widowmaker                  | Blackie Lawless                  | 5:17  |
| 6.  | Blind in Texas              | Blackie Lawless                  | 4:21  |
| 7.  | Cries in the Night          | Blackie Lawless                  | 3:41  |
| 8.  | The Last Command            | Blackie Lawless                  | 4:10  |
| 9.  | Running Wild in the Streets | Blackie Lawless, Spencer Proffer | 3:30  |
| 10. | Sex Drive                   | Blackie Lawless, Chris Holmes    | 3:12  |

| 11. | Mississippi Queen          | Mountain                                   | 3:21 |
| 12. | Savage                     | Blackie Lawless, Chris Holmes, Randy Piper | 3:32 |
| 13. | On Your Knees              | Blackie Lawless                            | 4:38 |
| 14. | Hellion                    | Blackie Lawless                            | 4:45 |
| 15. | Sleeping (In the Fire)     | Blackie Lawless                            | 5:44 |
| 16. | Animal (Fuck Like a Beast) | Blackie Lawless                            | 4:37 |
| 17. | I Wanna Be Somebody        | Blackie Lawless                            | 5:54 |

- Les pistes 13 à 17 ont été enregistrées en live en octobre 1984 à Londres.

## Composition du groupe
- Blackie Lawless : chants, basse
- Chris Holmes : guitares solistes et rythmiques
- Randy Piper : guitares solistes et rythmiques, chœurs
- Steve Riley : batterie, chœurs

## Musiciens additionnels
- Carlos Cavazo, Chuck Wright : chœurs sur "Running Wild in the Streets"